# Божица Везмар
Божица Везмар (Титова Митровица, 7. јануар 1983) српска је песникиња.

## Биографија
Божица Везмар је рођена 7. јануара 1983. године у Титовој Митровици. Основну школу завршила у Зубином Потоку. Гимназију је учила у Косовској Митровици и Зубином Потоку. Дипломирала је на Учитељском факултету у Лепосавићу. По занимању је професор разредне наставе. Запослена је у ОШ „Јован Цвијић“ у Зубином Потоку. Удата је и мајка мале Софије.
Пише поезију и прозу. Бави се хуманитарним радом, фотографише природу. Песме су јој објављене у неколико часописа и зборника (Крило, Суштина поетике…), као и на многим порталима и сајтовима за поезију (АСоглас, Неказано, Онлајн поезија, Синхро, Поезија суштине…). Неколико песама јој је преведено на руски и мађарски језик.
Објавила је књиге песама "Стихом кроз време", (Самиздат 2021),   "Пут до душе" (Удружење књижевника Србије, 2023), "Чаробни свет" – збирка песама за децу (АСоглас и Институт за дечју књижевност, 2024).
Живи у Зубином Потоку, на Космету.